# プラッツバーグ (ニューヨーク州)
プラッツバーグ（英: Plattsburgh）は、アメリカ合衆国ニューヨーク州の都市。クリントン郡の郡庁所在地である。人口は1万9841人（2020年）。未編入の町である同名のプラッツバーグ町に接している。
プラッツバーグ市は当初のプラッツバーグ町の中に完全に囲まれており、ニューヨーク州北東部のノース・カントリーと呼ばれる地域に入っている。

## 小都市圏
プラッツバーグ市はプラッツバーグ小都市圏の中央にある人口中心、郡庁所在地であり、2010年の都市圏人口は82,128人だった。統計上の地域はアメリカ合衆国政府が提議した広い範囲のプラッツバーグであり、クリントン郡にある町を全て含んでいる。すなわちプラッツバーグ小都市圏とクリントン郡が同義になっている。

## 歴史

### フランス領
1609年、サミュエル・ド・シャンプランによるシャンプレーン湖バレーへの遠征から、プラッツバーグの地域はフランスの影響下に入り、その後イギリス支配の時代を経て、アメリカの領土になった。初期にフランス人からの接触があったことと、ケベックに近いことで、歴史的にフランスの影響が強い地域となった。モントリオール後背地の広大な毛皮交易ネットワークにあり、モントリオールという大きな交易の中心に仕えたクーリュール・デ・ボワ、「森林を駆ける者」の支配地だった。プラッツバーグは比較的新しい都市だが、周辺地域は17世紀の半ばから後半に入植が始まっていた。恒久的なフランス人開拓地はイロコイ族との紛争の恐れによって損なわれたが、フランス人宣教師が1609年には既にインディアンの中での生活を始めていた。さらにプラッツバーグに近い地域はインディアンの集落がある場所として著名だった。

### イギリス支配からアメリカへの移行
プラッツバーグと現在のクリントン郡を構成する土地の多くは元々ヌーベルフランスのフランス人開拓地の一部だった。彼らはフレンチ・インディアン戦争（1754年-1763年）の結果としてこの地域がイギリスに譲渡されるまで、ヌーベルフランスの中にあった。さらにその後にアメリカ独立戦争（1775年-1783年）が続いた。1763年パリ条約の条件として、現在のプラッツバーグを含む広大な地域がフランスからイギリスに譲渡された。インディアン居留地の一部としてイギリスの支配下に組み入れられた。この居留地はニューイングランドや大西洋岸中部の植民地をフランスやスペインの脅威から守るために、新たに獲得した土地を緩衝材として使うことを考えたイギリスが設立したものだった。しかし、現在のプラッツバーグを設立したのはイギリスではなく、アメリカ独立戦争後にアメリカが獲得した領土と一致する時代だった。独立戦争は1783年のパリ条約による合意に基づきアメリカ合衆国の独立で終わった。

### アメリカ支配下でのプラッツバーグの設立
プラッツバーグは1785年にゼファニア・プラットによって設立された。プラットはジョージ・クリントンから土地の払下げを受けていた。プラットはポキプシーの出身であり、新しくプラッツバーグの町を設立して、セントローレンス川やシャンプレーン湖流域でのアメリカ人に沸きあがった興味を和らげようとしていた。アメリカの中央政府は古いフランス交易地域やイロコイ族の領土とその周辺をプラッツバーグの開拓地として再度設立して領有を確保しようとした。それでも土地の住民は長年培ってきたフランスの特徴ある文化や歴史を維持し、それが今日も残っている。例えば、イングランド植民地に見られる「メインストリート」が無く、幹線道や大通りは著名な実業家や政治家の娘の名前を採って名付けられた。現在のマーガレット通りやコーネリア通りがこれに該当する。同様にサミュエル・ド・シャンプランやルイ＝ジョゼフ・ド・モンカルムなど著名フランス人から通りの名前を付けた。モンカルムはフランス軍の将軍であり、オスウェゴやハドソン川地域でおきた多くの戦闘では数的に劣勢な場合でも敵を破って名声を挙げ、エイブラハム平原の戦いではフランス軍による最後のケベック防衛軍を組織することになった。実際に市内にある最古の記念碑はサミュエル・ド・シャンプランに捧げられたものである。

### 設立以後の歩み
プラッツバーグは1815年にプラッツバーグの町から分離し、ビレッジとして法人化された。1902年には市として再度法人化された。
プラッツバーグは主要な水路の傍にあり、カナダ＝アメリカ合衆国国境に近いという重要さの故に、アメリカ独立戦争でのバルカー島の戦いや、米英戦争でのプラッツバーグの戦いなど、多くの歴史的な出来事の部隊になってきた。市内には米英戦争博物館がある。
1861年、ユダヤ教のシナゴーグであるテンプル・ベス・イスラエルが設立され、現在ある建物は1971年に完成した。プラッツバーグ師範学校は1889年に設立された。1929年に焼けたが、1932年に再建された。1948年にはニューヨーク州立大学プラッツバーグ校となった。
1915年、軍備運動がプラッツバーグで有望な軍隊志願者に対する最初で最も知られた訓練キャンプを開催した。プラッツバーグ・キャンプでは1915年と1916年の夏に軍隊士官候補者約4万人を訓練した。
冷戦時代、プラッツバーグ空軍基地があった市は軍事的に重要な役割を果たしていた。地理的な条件が適していたので、アメリカ東海岸の戦略航空軍団の主要な部隊が駐屯した。シャンプレーン・バレーにあり、アディロンダック山地の雨蔭で守られ、航空機の離着陸に適した年間を通じて安定した気象があった。第380爆撃部隊、宇宙航空部隊、給油部隊のB-52爆撃機や給油タンカーズ、FB-111などがこの基地を使った。この基地は地表面積が大きく、スペースシャトルの着陸が可能な滑走路のあることでは、国内4基地の1つだった。

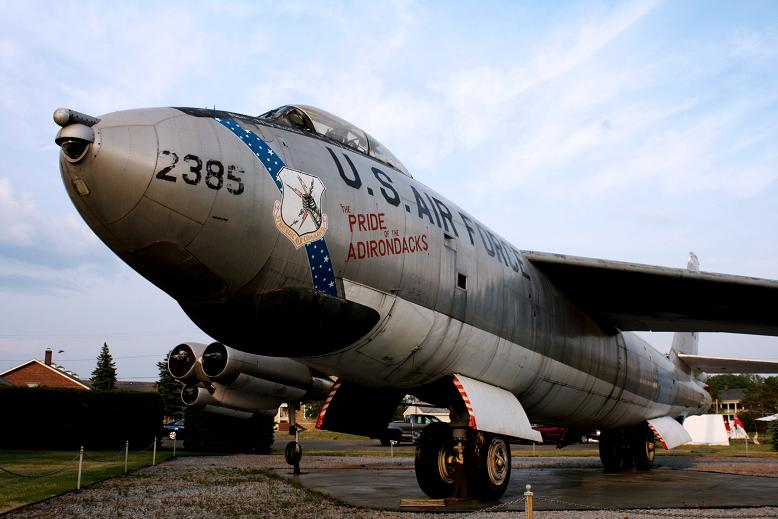
B-47戦略爆撃機、「アディロンダックの誇り」という文字がある。 クライドA・ルイス航空公園に展示される2機の航空機の1つ

1961年9月1日、556戦略ミサイル大隊がプラッツバーグ空軍基地で発動した。この大隊は12基のアトラス "F"大陸間弾道ミサイルを市を取り巻く12か所の地下サイロに保管したものだった。10か所のサイロはニューヨーク州内に、2か所はシャンプレーン湖の対岸、バーモント州にあった。1962年のキューバ・ミサイル危機では活動的な役割を果たし、ケネディ大統領にニキータ・フルシチョフ・ソ連首相との交渉に強力な材料を提供した。このミサイルは液体燃料を使っていたので高価であり維持が難しかったために、配備は比較的短命に終わった。固体燃料のミニットマン大陸間弾道ミサイルが配備され、アトラスやタイタン・ミサイルのような液体燃料ミサイルは退役した。556戦略ミサイル大隊は1965年春に活動停止となり、同年後半にはその任務を終えた。
プラッツバーグ空軍基地は数多い功績を挙げてきたにも拘わらず、1990年代の基地再編閉鎖の動きの一環として、1995年9月29日に閉鎖された。空軍は冷戦後の任務を削減し始めた。基地は現在プラッツバーグ空軍基地再開発社が管理し、多くの工業メーカーや商業航空会社によって利用されている。
元の基地は戦略的に好都合な気象条件にあり、アップステート・ニューヨークの中では最も北の離れた位置にありながら飛行機でのアクセスが比較的良かったので、2002年初期にニューヨーク州選出アメリカ合衆国上院議員選挙に立候補したヒラリー・クリントンが、ノース・カントリーでの選挙運動での着陸地点に選んだ。
1980年代の大半を通じて、カナダ・ドルがアメリカドルに比較して強かったので、プラッツバーグはモントリオールやケベック州南部からの観光客が休暇を過ごす場所として好まれた。市内のあちこちで英語とフランス語の2か国語表記が見られる。市のビーチやキャンプ場は常に混雑し、幾つかの屋外ショッピングセンターに加えて、大型ショッピングモールのシャンプレーン・センター・ノースに多くの小売店やアウトレット店を惹きつけた。新しいコンシューマー・スクエアに沿ったモールの追加小売スペースにより、古いピラミッド・モールを時代遅れにした。その大半が解体され、広さ115,000平方フィート (10,700 m2) のローズ・ホームセンターと新しいプライス・チョッパーのあるパワーセンターに転換された。しかし、1990年代にプラッツバーグ空軍基地が閉鎖され、強いアメリカドルが復活すると、カナダからの観光が衰退した。ただし2007年に米ドルが安くなると復活した。今日のプラッツバーグは、ボンバルディア・トランスポーテーション、ノバ・バス、ジョージア・パシフィック製紙工場など基地の跡地にできた新しい工業に依存している。ジョージア・パシフィックの工場は、20世紀初期にアンダーソン農園に建てられた元LOZIER自動車工場の跡地を使っている。
プラッツバーグ市は、1999年11月にダニエル・ステュワート（共和党）を市長に選出し、ゲイを公表した者を市長に選んだ州内最初の都市となった。

## プラッツバーグの綴り
プラッツバーグ（Plattsburgh）は "h" を省略してPlattsburgと書かれることがある。米英戦争の1814年にあった有名な海戦は、多くの歴史的文書でPlattsburgの戦いと書かれている。
この混乱に輪を掛けたのが、1950年にニューヨーク州議会マニュアルの編集者がその年のマニュアル編成の簡略化を求めて、アメリカ合衆国郵政省から州内郵便局のリストを求めたことだった。そのリストを見ると綴りの違いが注目された。市に問い合わせがあり、郵政省による調査が始まった。
アメリカ合衆国郵政省の記録では、1894年に郵便局の名称が "h" の無いPlattsburgに変更されていた。1892年から1894年、連邦政府郵政省が急速に成長した。郵政長官が新しい郵便局に対する名称のガイドラインを設立する命令を出した。この命令が地方の郵便局役人によって誤解されビレッジの郵便局を "h" の無いPlattsburgに変えてしまった。1951年の調査の結果、市郵便局の名称は "h" のある Plattsburghに戻された。市の名前自体が変更されたという事実は無かった。
今日でもアメリカ合衆国やカナダの自動車道案内板やアムトラックの駅の表示板に Plattsburgが使われていることがある。 Plattsburg銀行というのもある。

## 地理

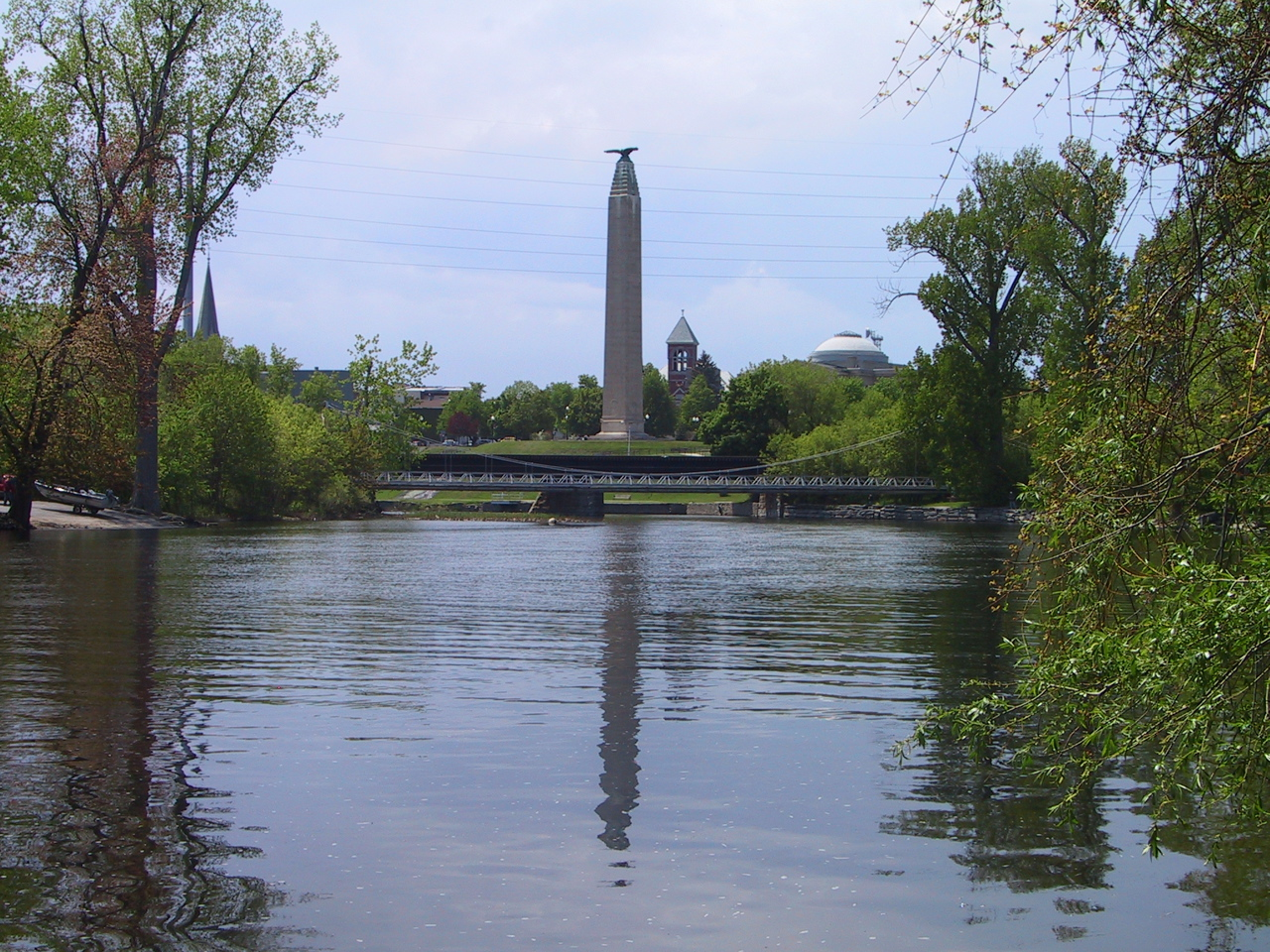
サラナク川、ベアダンティク公園を流れている

プラッツバーグ市は北緯44度41分43秒 西経73度27分30秒 / 北緯44.69528度 西経73.45833度 (44.695365, -73.458593)に位置している。
アメリカ合衆国国勢調査局に拠れば、市域全面積は6.6平方マイル (17.0 km2)であり、このうち陸地5.1平方マイル (13.1 km2)、水域は1.5平方マイル (4.0 km2)で水域率は23.40%である。
プラッツバーグはニューヨーク州北東部のシャンプレーン湖西岸にあり、カンバーランド・ヘッドの直ぐ南である。
サラナク川が市内を流れてシャンプレーン湖に注いでいる。
南北方向の主要幹線道である州間高速道路87号線が市の西を通っている。アメリカ国道9号線とニューヨーク州道22号線がやはり市内を南北方向に抜ける幹線道である。州道3号線、同190号線、同374号線が西から市内に入って来る。
モントリオールのニューヨーク側空港であるニュープラッツバーグ国際空港はフロリダ州までの安い航空料金を求めて来るカナダ人を惹き付けている。ラスベガスのアレジアント航空が唯一の運航会社であり、旅人が市内に入って来ることは稀だが、ニューヨーク州道3号線が利用道になっている。

## 人口動態

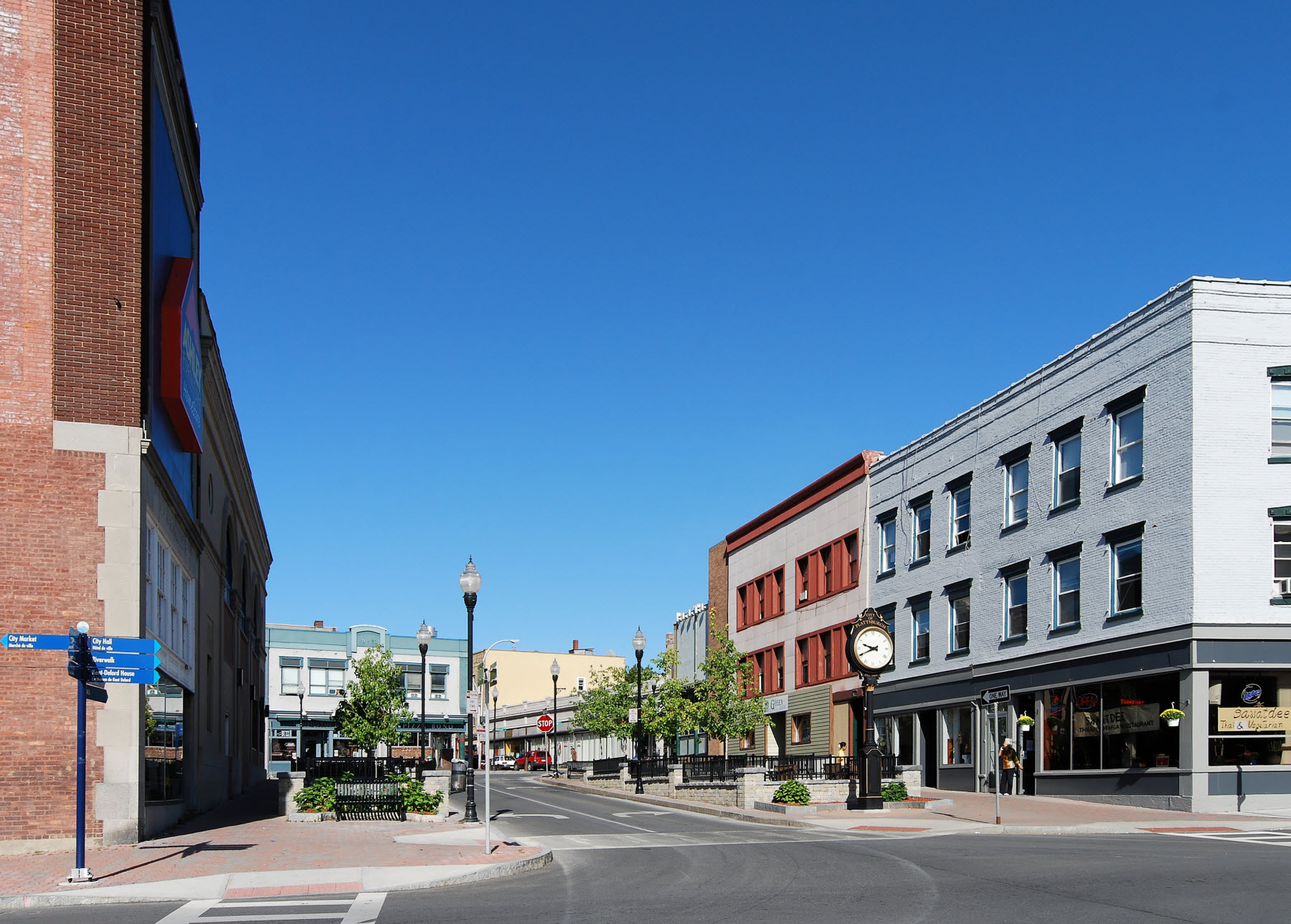
プラッツバーグ中心街

以下は2010年国勢調査による人口統計データである。
| 基礎データ - 人口: 19,989 人 - 世帯数: 7,600 世帯 - 家族数: 3,473 家族 - 人口密度: 1,525.9人/km2（3,919.4 人/mi2） - 住居数: 8,691 軒 - 住居密度: 663.4軒/km2（1704.1軒/mi2） 人種別人口構成 - 白人: 89.88% - アフリカン・アメリカン: 3.5% - ネイティブ・アメリカン: 0.38% - アジア人: 2.77% - 太平洋諸島系: 0.03% - その他の人種: 1.03% - 混血: 2.41% - ヒスパニック・ラテン系: 3.4% 家庭で英語以外の言語を話す比率:4.1% | 年齢別人口構成（以下は2000年のデータ） - 18歳未満: 16.5% - 18-24歳: 27.7% - 25-44歳: 23.5% - 45-64歳: 18.1% - 65歳以上: 14.1% - 年齢の中央値: 30歳 - 性比（女性100人あたり男性の人口） - 総人口: 86.4 - 18歳以上: 83.7 世帯と家族（対世帯数） - 18歳未満の子供がいる: 22.3% - 結婚・同居している夫婦: 31.1% - 未婚・離婚・死別女性が世帯主: 11.4% - 非家族世帯: 54.3% - 単身世帯: 40.4% - 65歳以上の老人1人暮らし: 13.5% - 平均構成人数 - 世帯: 2.10人 - 家族: 2.83人 収入と家計 - 収入の中央値 - 世帯: 28,846米ドル - 家族: 46,337米ドル - 性別 - 男性: 35,429米ドル - 女性: 26,824米ドル - 人口1人あたり収入: 17,127米ドル - 貧困線以下 - 対人口: 23.1% - 対家族数: 13.6% - 18歳未満: 20.0% - 65歳以上: 13.0% |

## 市政府
プラッツバーグ市政府は市全体を選挙区に選ばれる1人の市長と、6つの選挙区から各1人が選ばれる市政委員6人で構成される市政委員会が統治している。現市長は2014年1月1日に就任したジェイムズ・E・カルノンである。

## メディア

### 新聞
プラッツバーグでは新聞3紙が発行されている。
- クリントン郡フリートレーダー・トゥデイ」、発行部数15,000部強[12]
- プラッツバーグ・プレス・リパブリカン」、発行部数17,000部強[13]
- 「プラッツ・バーグ」、発行部数8,000部[14]

### テレビ
プラッツバーグにはテレビ局が2局ある。1つは公共放送システムのメンバーであり、もう1つはNBCの系列である。バーモント州のバーリントンと同じテレビ市場に属している。またモントリオールからも電波が届く位置にあり、カナダの放送も視聴できる。

## 交通
プラッツバーグはケベック州モントリオールから車で約60分の距離にある。多くの人々が国境を越えて通勤しており、市は「モントリオールのアメリカ郊外」と自称してもいる。ニューヨーク州はケベック州の大きな貿易相手国であり、年間取引高は約60億ドルに上っている。プラッツバーグはその大きさのわりに大きな貿易中心として顕著な存在である。

### 空港
空路による旅には、1995年に閉鎖されたプラッツバーグ空軍基地の滑走路を利用したプラッツバーグ国際空港が使える。空港ターミナルは2007年4月27日に竣工した建物とともに2007年2月に完成した。プラッツバーグ国際空港から、アラスカ州を拠点にするペンエア航空でボストンのローガン国際空港に毎日運航している。使用機はサーブ340、2発ターボプロップである。アレジエントエアーもフロリダ州のフォートローダーデールとオーランドに、マクドネル・ダグラスのMD-88を使って直行便を運行しており、また季節によってラスベガスには大型のボーイング757を使って運行している。ボーイング757はプラッツバーグ国際空港を使う最大の航空機である。格安航空会社のダイレクトエアーがボーイング737を使ってフロリダ州レイクランドのレイクランド・リンダー地域空港に就航していたが、停止された。スピリット航空がマートルビーチまでエアバスA320とA319を使って就航すると発表した。フェデックス・フィーダーがセスナ・キャラバンスを使って貨物便を就航し、ユナイテッド・パーセル・サービスも同様にATR-72ターボプロップを使って貨物便を飛ばしている。

### 鉄道

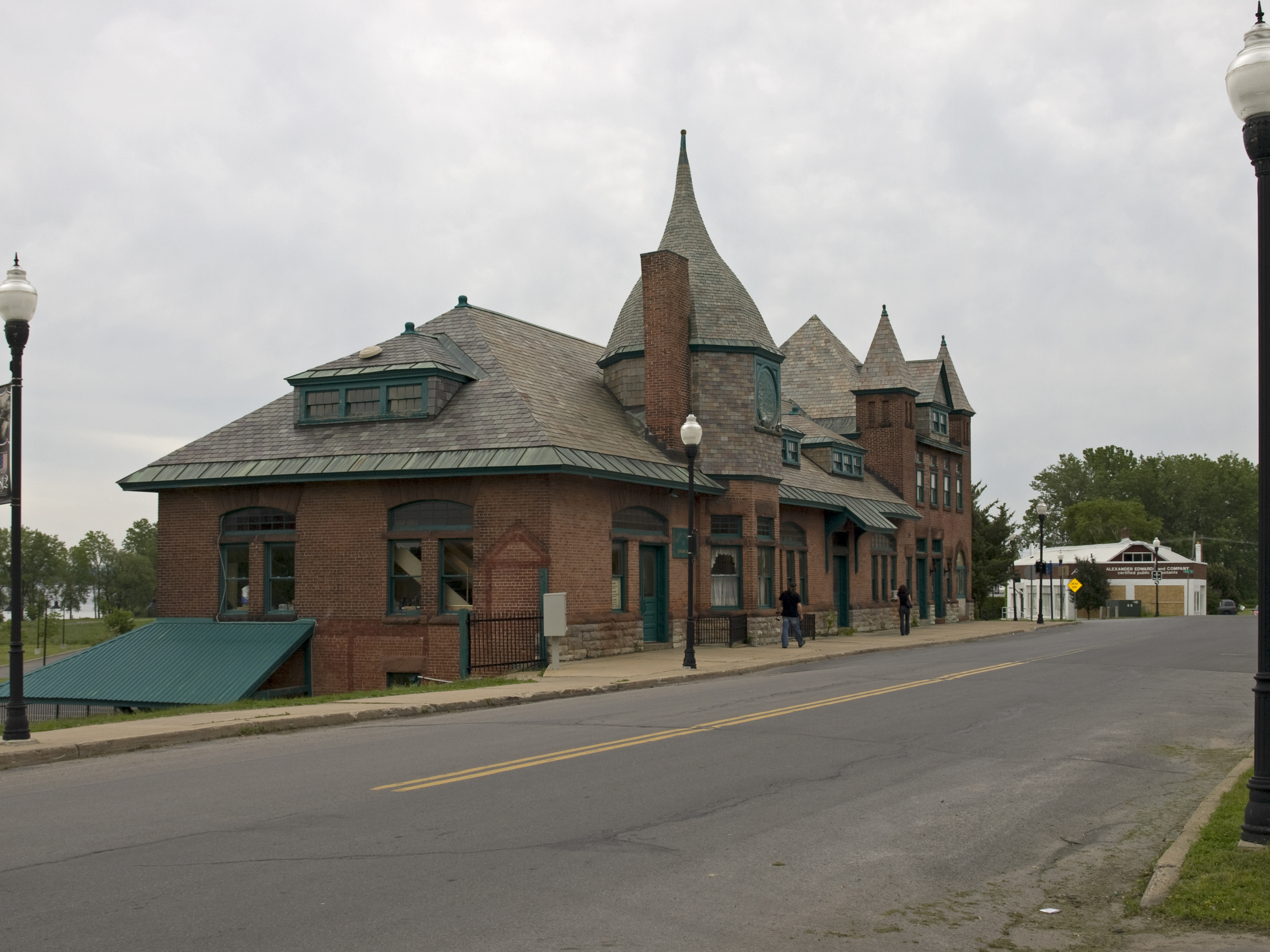
プラッツバーグ駅

アムトラックのプラッツバーグ駅はブリッジ・アンド・ドック・ストリーツにある。
プラッツバーグ駅にはモントリオールとニューヨーク間の昼行国際列車アディロンダック号が1日1往復停車する。

### バス
クリントン郡公共交通がバスを運行している。市内と郡全体の路線があり、周辺の町からプラッツバーグへの行き帰りに利用できる。ウィークデイに運行されており、土曜日はショッピング用シャトルバスが運行される。日曜日や主要な休日には運行されない。
長距離バスではグレイハウンドやアディロンダック・トレイルウェイズがモントリオールやオールバニまで一日何本も走らせている。

### 高規格道路
- 州間高速道路87号線、市の西側を南北に通り、北のモントリオールと南のオールバニ他を繋いでいる。市内に出口が3か所あり、さらに4つ目の出口はプラッツバーグ町のカンバーランド・ヘッドにある
- アメリカ国道9号線、市の東側を南北に抜ける幹線道
- ニューヨーク州道3号線、西から市内に入る東西方向幹線道、州道22号線と交差し、国道9号線で終わる
- ニューヨーク州道22号線、市の南西部から入り国道9号線の西を並行して北に走る。中心街を通る部分は上下分離高規格道路である
- ニューヨーク州道314号線、市の北側境界線を東西に走る。州間高速道路87号線とグランド・アイル・プラッツバーグ・フェリーを繋いでバーモント州に渡す

### フェリー
プラッツバーグから最も近いアメリカの都市はバーモント州バーリントン市であり、フェリーで渡ることができる。シャンプレーン湖交通会社がカンバーランド・ヘッドからグランド・アイルとの間で運航している。約10マイル南のポートケントからバーリントン行きの季節便がも出ている。

## 映画
2008年の映画『フローズン・リバー』はプラッツバーグと周辺地域で撮影された。

### 著名な出身者
- マイケル・アンダーソン、コロンビア号空中分解事故で死亡した7人の宇宙飛行士の1人
- デイヴ・アナブル、俳優、1998年から2003年までサニー・プラッツバーグ（ニューヨーク州立大学プラッツバーグ校）で学び、2009年に学位を取得した[18][19]
- ジーン・アーサー（1900年–1991年）、コメディ女優、1930年代から1940年代に活躍、1966年のCBSテレビの「ジーン・アーサー・ショー」に出演。プラッツバーグで生まれ、1900年から1908年まで暮らした
- アンジェリカ・コステロ、ポルノ女優
- ピーター・フランプトン、歌手、1975年11月22日、ベストセラー・アルバム『フランプトン・カムズ・アライヴ!』をサニー・プラッツバーグで歌い、録音した[20][21]。学生会が後援したコンサートは記念ホールで開催された[22]
- ロックバンド、フィッシュ、1996年8月、シャンプレーン湖の対岸バーリントンを本拠地にし、元プラッツバーグ空軍基地で9週末に渡って開催したフェスティバルの最初の回を開催した。クリフォード・ボールと呼ばれたこのフェスティバルは国内から65,000人を集めた